# Клето
Клето (італ. Cleto, сиц. Cletu) — муніципалітет в Італії, у регіоні Калабрія, провінція Козенца.
Клето розташоване на відстані близько 450 км на південний схід від Рима, 45 км на північний захід від Катандзаро, 26 км на південь від Козенци.
Населення — 1300 осіб (2014).
Щорічний фестиваль відбувається 13 червня. Покровитель — Sant'Antonio da Padova.

## Демографія
Населення за роками:

Станом на 1 січня 2023 року в муніципалітеті офіційно проживали 94 іноземці з 11 країн, серед них 83 громадяни країн Євросоюзу та 2 громадяни України.

## Сусідні муніципалітети
- Аєлло-Калабро
- Амантеа
- Мартірано-Ломбардо
- Ночера-Теринезе
- Сан-Манго-д'Акуїно
- Серра-д'Аєлло